# Luis Gini
Luis Arnulfo Gini Jara (Piribebuy, 31 ottobre 1935) è un ex calciatore paraguaiano, di ruolo difensore.

## Carriera
Prese parte con la Nazionale paraguaiana ai Mondiali del 1958. Partecipò poi al Campionato Sudamericano nel 1959. Nel 1969 faceva parte della rosa del The Strongest che venne quasi interamente sterminata da un incidente aereo: Gini fu uno dei pochi superstiti, non avendo preso parte al viaggio a causa di un infortunio.